# Zemlja Adélie
Zemlja Adélie (Terre Adélie) je francuski teritorij na Antarktici površine od 432.000 km², glavna baza je Dumont d'Urville.
Čitav teritorij je pokriven vječnim ledom, i osim dvije istraživačke stanice; Dumont d’Urville (na obali) i Charcot (320 km od obale) nema ničeg drugog. Francuski suverenitet nad ovom teritorijom nije priznat u međunarodnim ugovorima o Antarktici. Do ovoga teritorija, prvi je doplovio francuski istraživač Jules Dumont d'Urville 20. siječnja 1840. i nazvao ga po svojoj ženi Adéle.